# İğdeli, Kiraz
İğdeli là một xã thuộc huyện Kiraz, tỉnh İzmir, Thổ Nhĩ Kỳ. Dân số thời điểm năm 2010 là 1.47 người.